# 竹富町

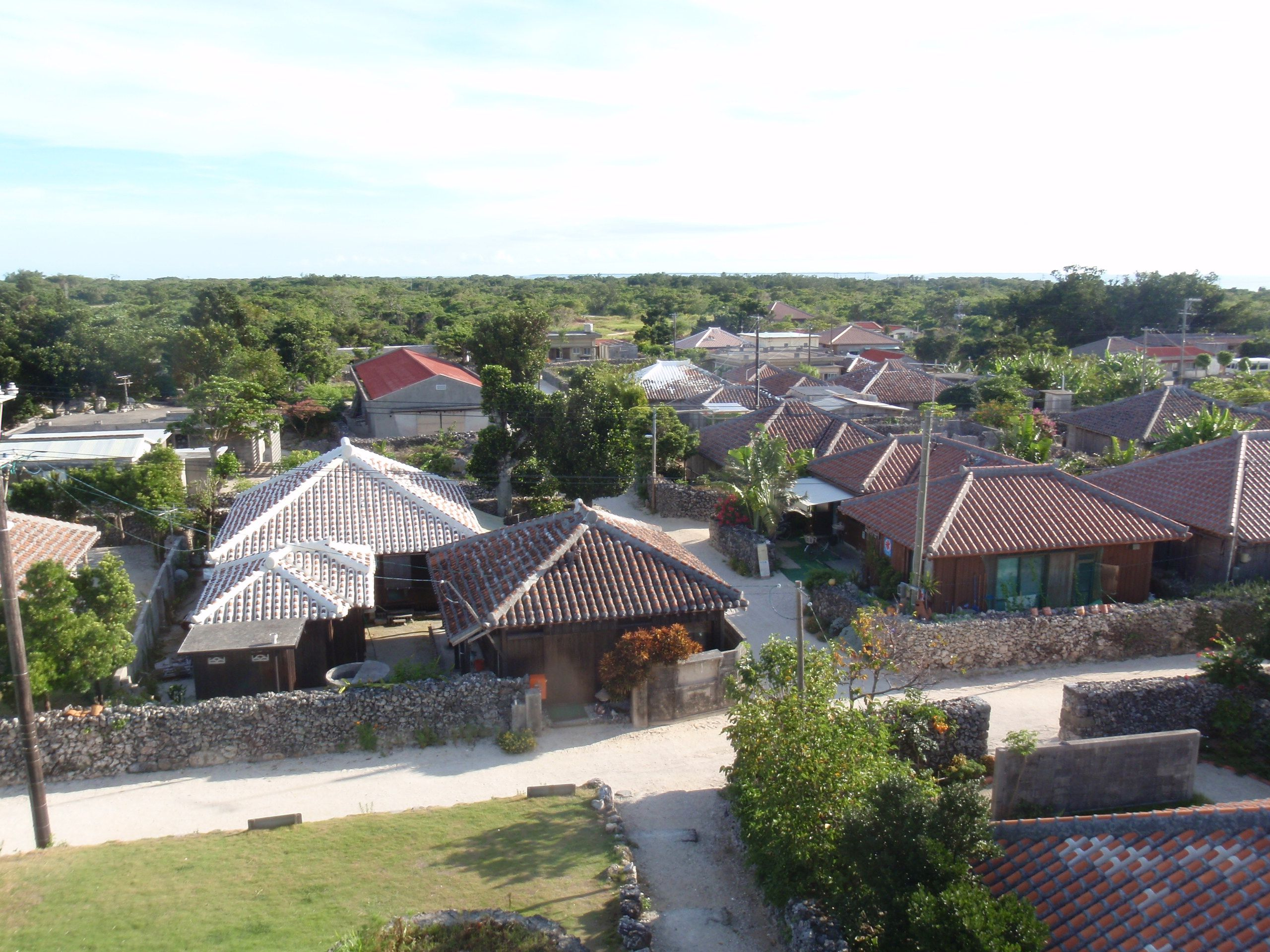
從和之塔俯瞰竹富島傳統建築群

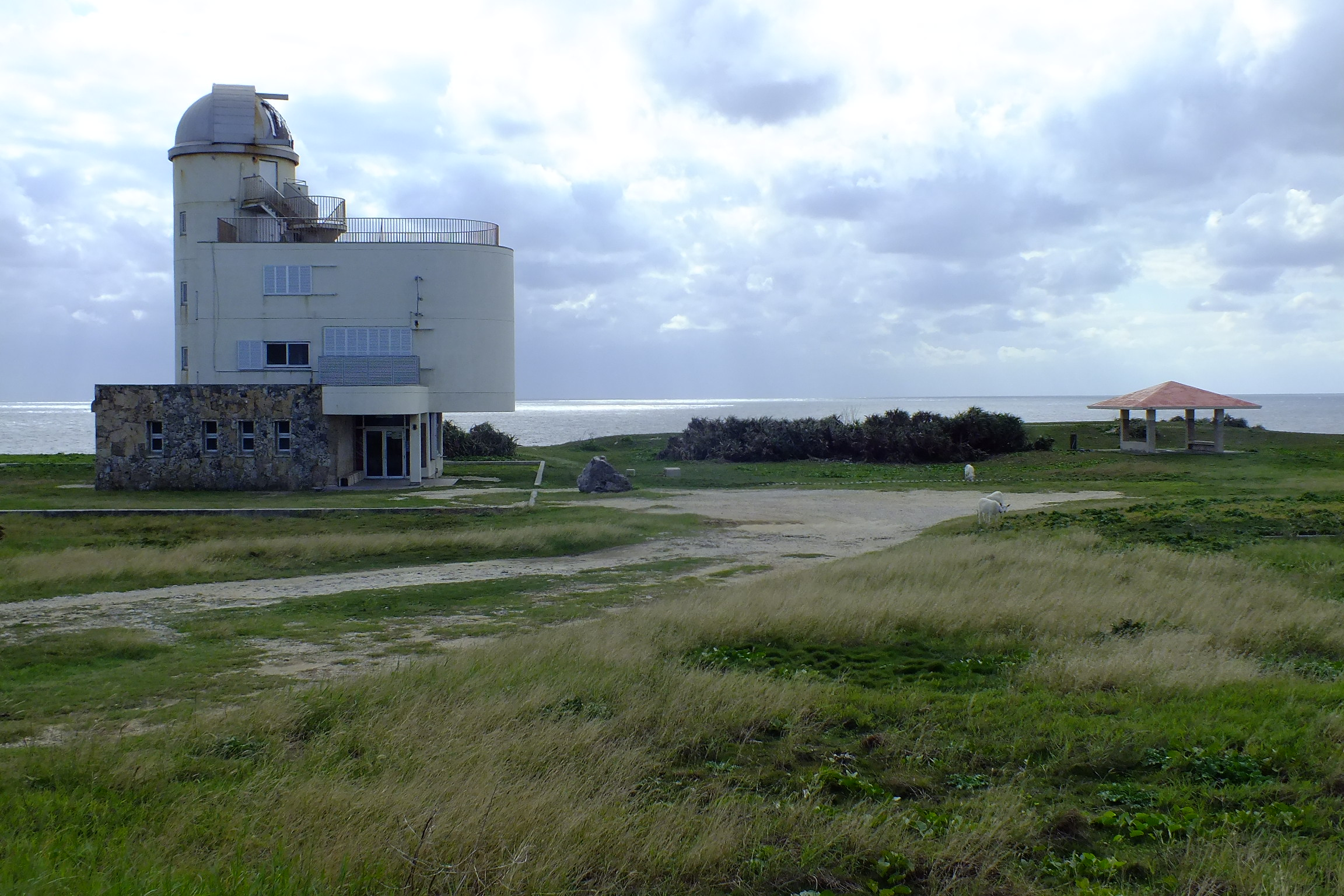
波照間島星空觀測塔與日本最南端之廣場

竹富町（日语：／ Takatomi chō */?，琉球語：／ ）位於琉球列島八重山群島的西表島及附近島嶼的行政區劃，由9個島嶼及其周邊的無人島組成，為日本最南端的町。竹富町與南大東村、北大東村同為沖繩縣內最晚完成直撥電話的區域，於1979年完成全島直撥電話網路。
因為町內各有人居住島嶼的相關航線大多都以石垣島為起點，幾乎沒有可以直接在轄內各島之間直接往來的航班，因而竹富町役所自1938年後都是設於位於町外的石垣島上，在日本屬於較少見的情況。直到2015年的公民投票中，通過要將町役場遷移至西表島的大原地區；但由於整體規畫意見仍有分歧，在2022年位於石垣島上的新辦公大樓完工的同時，町長選舉也由主張重新調整規劃一方當選，致位於西表島的新辦公室新建規劃遭到延遲。

## 地理
主要島嶼包括西表島、竹富島、小濱島、黑島、波照間島、鳩間島等

## 自然
竹富町內棲息著特別自然紀念物西表山貓、大冠鷲、天然紀念物黃緣閉殼龜等動植物。竹富町整個地區及其周邊水域（石西礁湖等）已被劃入西表石垣國立公園的範圍內。在緯度較低的八重山群島，可以看到天空中88個星座中的84個，在條件有利的情況下還能觀測到南十字星。包括竹富町在內的西表石垣國立公園陸地區域於2018年3月30日被國際暗天協會（IDA）暫定為日本第一個暗空保育區。

### 轄區

#### 西表島
| - 西表 - 上原 - 古見 | - 崎山 - 高那 | - 南風見 - 南風見仲 |

#### 其他島嶼
| - 竹富（竹富島） - 小濱（小濱島） | - 黑島（黑島） - 新城（新城島） | - 鳩間（鳩間島） - 波照間（波照間島） |

## 歷史
- 1896年4月1日：實施郡區制，西表島及周邊島嶼分別屬於八重山郡轄下石垣間切、大濱間切、宮良間切管轄。
- 1908年4月1日：實施島嶼町村制，將原本的石垣間切、大濱間切、宮良間切和與那國島合併新設八重山村。
- 1914年4月1日：將八重山村分割，其中的西表島、竹富岛、小濱島、黑島、新城島、鳩間島和波照間島分割設立成竹富村，村公所設於竹富島上。
- 1938年：村公所遷移至石垣島的石垣町（現石垣市）中。
- 1948年7月1日：改制為竹富町。
- 1967年12月23日：開始有電視訊號。
- 1979年，電話自動轉接系統完成。
- 2002年，與石垣市、與那國町共同設置合併協議會。
- 2005年，町議會兩度表決反對與石垣市合併，合併計畫破局。

### 八重山市的夢想
2002年6月，石垣市、竹富町和與那國町共同設置了「八重山地區合併討論會」，12月進一步成立「合併協議會」，但在2004年10月與那國町居民進行投票，反對合併佔多數，因此合併協議會於12月解散。
同年11月石垣市和竹富町規劃重新設置新的合併協議會，經竹富町議會三度否決後，於2005年2月28日第四度審議時通過，合併協議會終於成立。
原本計畫石垣市與竹富町將於2005年10月1日合併，新市名稱定為「八重山市」，並於3月18日簽訂合併協定。雖然石垣市通過此案，但竹富町議會兩度否決，合併計畫失敗收場。

## 交通

### 道路
- 沖繩線道210號小濱港線
- 沖繩線道213號黑島港線
- 沖繩線道215號白濱南風見線

### 港口
西表島
- 船浦港
- 祖納港
- 白濱港
- 仲間港
- 船浮港

其他島嶼
- 竹富東港（竹富島）
- 小濱港（小濱島）
- 黑島港（黑島）
- 上地港（新城島上地島）
- 鳩間港（鳩間島）
- 波照間港（波照間島）

### 機場
- 波照間機場（波照間島）

## 觀光景點
- 瀑布（日本百選瀑布）
- 西表溫泉（日本最南端的溫泉）

## 教育

### 中學校
| - 竹富町立竹富小中學校 - 竹富町立小濱小中學校 - 竹富町立黑島小中學校 - 竹富町立大原中學校 - 竹富町立船浦中學校 | - 竹富町立西表小中學校 - 竹富町立白濱小中學校 - 竹富町立船浮小中學校 - 竹富町立鳩間小中學校 - 竹富町立波照間中學校 |

### 小學校
| - 竹富町立竹富小中學校 - 竹富町立小濱小中學校 - 竹富町立黑島小中學校 - 竹富町立古見小學校 - 竹富町立大原小學校 - 竹富町立上原小學校 | - 竹富町立西表小中學校 - 竹富町立白濱小中學校 - 竹富町立船浮小中學校 - 竹富町立鳩間小中學校 - 竹富町立波照間小學校 |

## 姊妹市・友好都市

### 日本
- 斜里町（北海道網走支廳）

## 外部連結
- （日語） 官方网站
- （日語） 維客旅行上的竹富町
- （日語）竹富町觀光協會 （页面存档备份，存于）
- （中文）日本國際觀光振興機構 - 竹富町 （页面存档备份，存于）
- （日語）竹富町商工會
- OpenStreetMap上有關竹富町的地理